# Pelodiscus
Genre
Synonymes
- Oscaria Gray, 1869
- Landemania Heude, 1880
- Psilognathus Heude, 1880
- Temnognathus Heude, 1880
- Gomphopelta Heude, 1880
- Coelognathus Heude, 1880
- Tortisternum Heude, 1880
- Ceramopelta Heude, 1880
- Coptopelta Heude, 1880
- Cinctisternum Heude, 1880

Pelodiscus est un genre de tortues de la famille des Trionychidae.

## Répartition
Les quatre espèces de ce genre se rencontrent dans l'est de l'Asie. Pelodiscus sinensis a été introduite en Océanie.

## Liste des espèces
Selon TFTSG (30 juin 2011) :
- Pelodiscus axenaria (Zhou, Zhang & Fang, 1991)
- Pelodiscus maackii (Brandt, 1857)
- Pelodiscus parviformis Tang, 1997
- Pelodiscus sinensis (Wiegmann, 1835)

## Publication originale
- Fitzinger, 1835 : Entwurf einer systematischen Anordnung der Schildkröten nach den Grundsätzen der natürlichen Methode. Annalen des Wiener Museums der Naturgeschichte, vol. 1, p. 105-128 (texte intégral).